# (650) Amalasuntha
(650) Amalasuntha est un astéroïde de la ceinture principale découvert le 4 octobre 1907 par l'astronome allemand August Kopff. Sa désignation provisoire était 1907 AM.